# 清華東路西口駅
座標: 北緯39度59分48秒 東経116度20分05秒 / 北緯39.996704度 東経116.334587度
清華東路西口駅（せいかとうろにしぐちえき）とは中華人民共和国北京市海淀区に位置する北京地下鉄15号線の駅である。また、13号線の駅が建設中。

## 歴史
- 2014年12月28日 - 開通。

## 駅構造

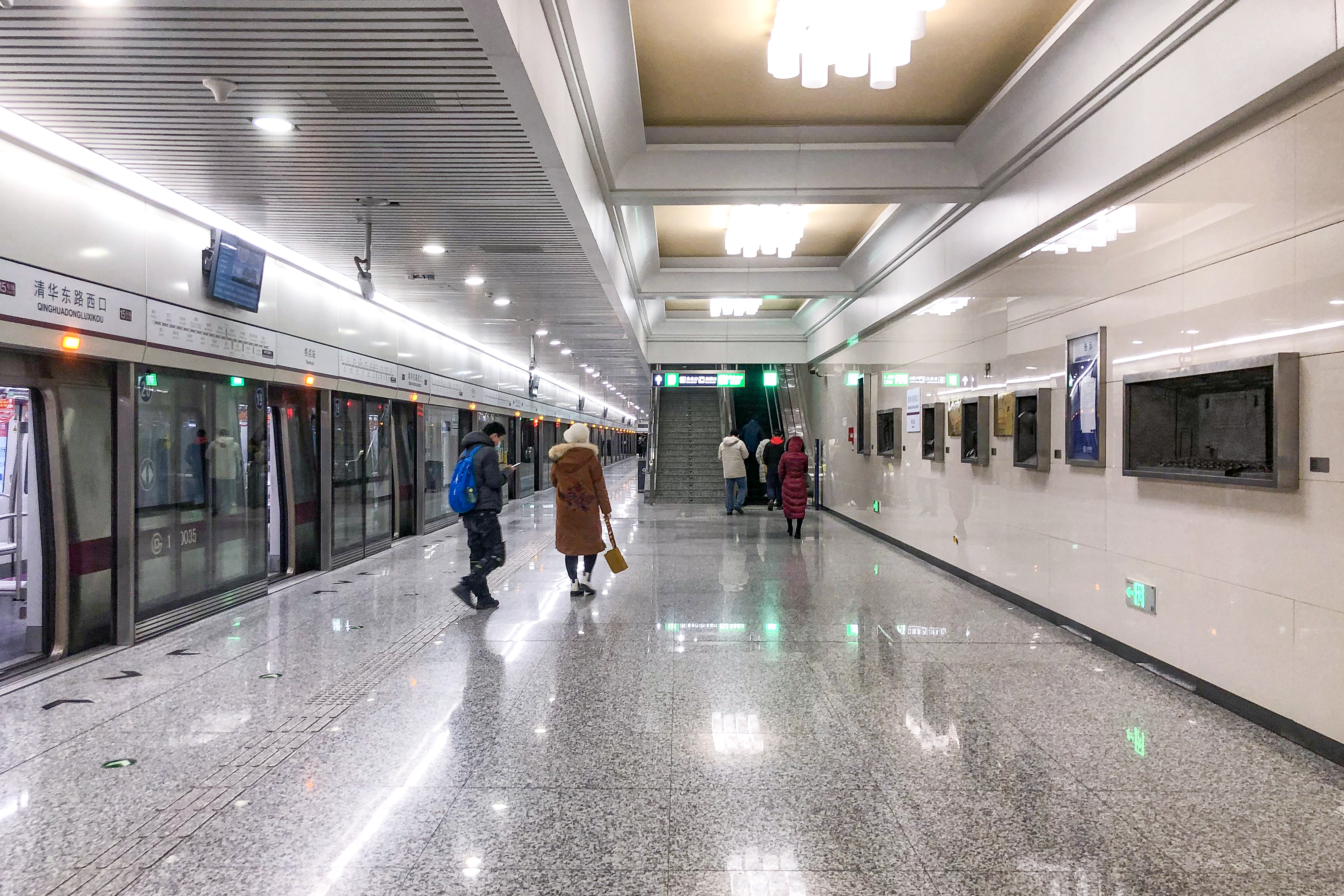
降車ホーム

相対式ホームを有する地下駅。乗車ホームと降車ホームに分かれている。

## 駅周辺
- 清華同方科技広場
- 清華大学
- 北京林業大学

## 隣の駅
北京地下鉄
■15号線
清華東路西口駅 - 六道口駅